# Martin Růžička (ur. 1985)
Martin Růžička (ur. 15 grudnia 1985 w Berounie) – czeski hokeista, reprezentant Czech, olimpijczyk.

## Kariera
- Sparta Praga U-18 (2000-2001)
- HC Kladno U-18 (2001-2002)
- HC Kladno U-20 (2002-2003)
- Everett Silvertips U-18 (2003-2004)
- Lethbridge Hurricanes U-18 (2004-2005)
- Sparta Praga, w tym U-20 (2005-2006)
- Berounští Medvědi (2006)
- Orli Znojmo (2006-2009)
  -  HC Ołomuniec (2008, 2009)
- HC Oceláři Trzyniec (2009-2011)
- Amur Chabarowsk (2011-2012)
- HC Oceláři Trzyniec (2012-2014)
- Traktor Czelabińsk (2014-2016)
  -  Czełmiet Czelabińsk (2015-2016)
- HC Oceláři Trzyniec (2016-)

Wychowanek Berounští Medvědi. Od 2012 zawodnik Oceláři Trzyniec. We wrześniu 2013 przedłużył kontrakt z klubem o rok. Od kwietnia 2014 zawodnik Traktora Czelabińsk, związany dwuletnim kontraktem. Odszedł z klubu w marcu 2016. Od lipca 2016 ponownie zawodnik Oceláři Trzyniec.
Uczestniczył w turniejach mistrzostw świata w 2010, 2014 oraz zimowych igrzysk olimpijskich 2018.
W trakcie kariery zawodnik zyskał pseudonim Fantom.

## Sukcesy

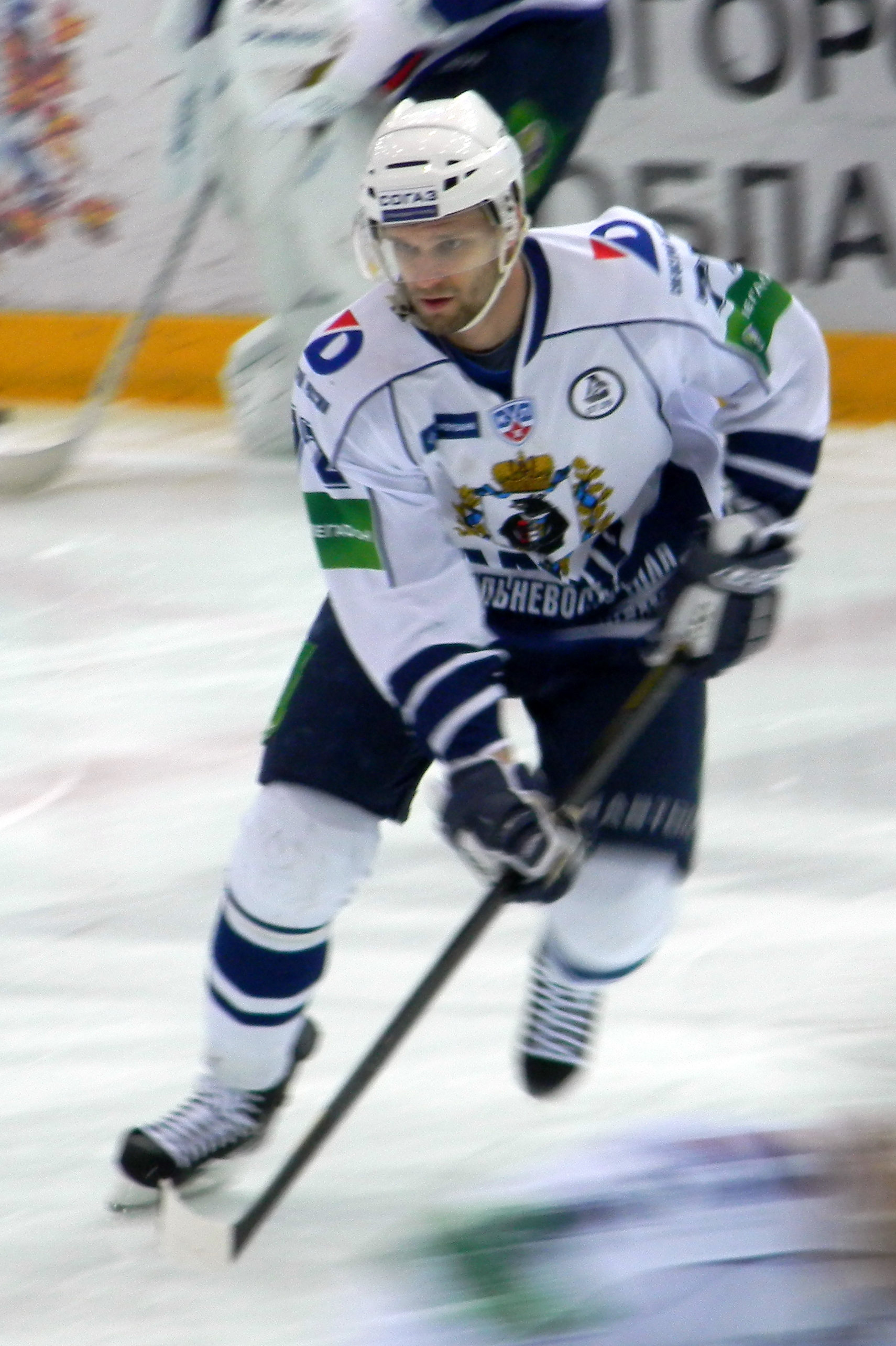
Martin Růžička w barwach Amuru Chabarowsk (2012)

Reprezentacyjne
- Złoty medal mistrzostw świata: 2010

Klubowe
- Złoty medal mistrzostw Czech: 2006 ze Spartą Praga, 2011 z Oceláři Trzyniec

Indywidualne
- Ekstraliga czeska w hokeju na lodzie (2010/2011):
  - Pierwsze miejsce w klasyfikacji strzelców w fazie play-off: 17 goli
  - Pierwsze miejsce w klasyfikacji asystentów w fazie play-off: 16 asyst
  - Pierwsze miejsce w klasyfikacji kanadyjskiej w fazie play-off: 33 punkty
  - Najbardziej Wartościowy Zawodnik (MVP) w fazie play-off
  - Hokeista sezonu czeskiej ekstraligi
- Ekstraliga czeska w hokeju na lodzie (2012/2013):
  - Pierwsze miejsce w klasyfikacji strzelców w sezonie zasadniczym: 40 goli – rekord ekstraligi czeskiej (poprzedni należał do Davida Moravca z sezonu 1997/1998 – 38 goli)[7]
  - Pierwsze miejsce w klasyfikacji asystentów w sezonie zasadniczym: 43 asysty[8]
  - Pierwsze miejsce w klasyfikacji kanadyjskiej w sezonie zasadniczym: 83 punkty – rekord ekstraligi czeskiej (poprzedni należał do Richarda Krála z sezonu 1999/2000 – 77 punktów)[9]